# Ceratovacuna indica
Ceratovacuna indica är en insektsart. Ceratovacuna indica ingår i släktet Ceratovacuna och familjen långrörsbladlöss. Inga underarter finns listade i Catalogue of Life.